# Metal Cup 2015-16
Metal Cup 2015-16 var den 24. udgave af den danske pokalturnering i ishockey for mandlige klubhold, og turneringen blev arrangeret af Danmarks Ishockey Union. Turneringens navn refererede til dens sponsor, Dansk Metal.
De seneste seks års vindere af turneringen, Herning Blue Fox og SønderjyskE Ishockey, blev allerede slået ud i kvartfinalen, og dermed var det første gang siden 2009, at ingen af de to hold vandt årets første titel. I stedet blev titlen vundet af Odense Bulldogs, som i finalen i Frederikshavn besejrede Frederikshavn White Hawks med 4−0.
Dermed hjembragte fynboerne pokaltitlen for fjerde gang i klubbens historie. Omvendt tabte Frederikshavn White Hawks sin fjerde pokalfinale i træk, og det er således fortsat kun lykkedes vendelboerne at vinde pokalen én gang.

## Format
Turneringen havde deltagelse af 12 hold:
- Alle ti hold fra Metal Ligaen 2014-15.
- De to bedste klubber fra Divisionen 2014-15, som ikke havde hold i Metal Ligaen: Hvidovre Fighters og Amager Ishockey.

De fire semifinalister fra Metal Ligaen 2014-15, SønderjyskE Ishockey, Frederikshavn White Hawks, Esbjerg Energy og Herning Blue Fox, var direkte kvalificeret til kvartfinalerne, mens de otte øvrige hold i første runde spillede om de sidste fire kvartfinalepladser.

## Resultater

### Første runde
I første runde spillede de otte lavest rangerende hold om fire pladser i kvartfinalerne. De fire hold blev ved lodtrækning parret i fire opgør, der blev afgjort i én kamp.
| Dato | Kamp                                   | Res. | Perioder      |
| ---- | -------------------------------------- | ---- | ------------- |
| 3.9. | Hvidovre Fighters – Herlev Eagles      | 1–6  | 0-2, 1-1, 0-3 |
| 4.9. | Gentofte Stars – Odense Bulldogs       | 2–4  | 1-1, 1-1, 0-2 |
| 8.9. | Rødovre Mighty Bulls – Aalborg Pirates | 1–3  | 0-1, 0-1, 1-1 |
| 8.9. | Amager Ishockey – Rungsted Ishockey    | 0–6  | 0-3, 0-3, 0-0 |

### Kvartfinaler
I kvartfinalerne spillede de fire vindere fra 1. runde sammen med de fire hold, der sad over i 1. runde, om fire pladser i semifinalerne. De otte hold blev parret i fire opgør, der blev afgjort over to kampe (ude og hjemme).
| Dato                                  | Kamp                                | Res. | Perioder      |
| ------------------------------------- | ----------------------------------- | ---- | ------------- |
| 11.9.                                 | Rungsted Ishockey – Aalborg Pirates | 0–1  | 0-0, 0-1, 0-0 |
| 12.9.                                 | Aalborg Pirates – Rungsted Ishockey | 3–1  | 1-1, 0-0, 2-0 |
| Aalborg Pirates vinder samlet med 4–1 |                                     |      |               |

| Dato                                 | Kamp                                  | Res. | Perioder      |
| ------------------------------------ | ------------------------------------- | ---- | ------------- |
| 11.9.                                | SønderjyskE Ishockey – Esbjerg Energy | 1–4  | 0-2, 0-2, 1-0 |
| 12.9.                                | Esbjerg Energy – SønderjyskE Ishockey | 3–1  | 1-0, 1-1, 1-0 |
| Esbjerg Energy vinder samlet med 7–2 |                                       |      |               |

| Dato                                            | Kamp                                         | Res. | Perioder      |
| ----------------------------------------------- | -------------------------------------------- | ---- | ------------- |
| 11.9.                                           | Frederikshavn White Hawks – Herning Blue Fox | 3–0  | 1-0, 1-0, 1-0 |
| 12.9.                                           | Herning Blue Fox – Frederikshavn White Hawks | 3–1  | 1-1, 1-0, 1-0 |
| Frederikshavn White Hawks vinder samlet med 4–3 |                                              |      |               |

| Dato                                   | Kamp                            | Res. | Perioder      |
| -------------------------------------- | ------------------------------- | ---- | ------------- |
| 11.9.                                  | Odense Bulldogs – Herlev Eagles | 6–3  | 1-1, 2-1, 3-1 |
| 12.9.                                  | Herlev Eagles – Odense Bulldogs | 3–5  | 2-3, 0-1, 1-1 |
| Odense Bulldogs vinder samlet med 11–6 |                                 |      |               |

### Semifinaler
I semifinalerne spillede de fire vindere fra kvartfinalerne om to pladser i finalen. De fire hold blev parret i to opgør, der blev afgjort over to kampe (ude og hjemme).
| Dato                                            | Kamp                                       | Res. | Perioder          |
| ----------------------------------------------- | ------------------------------------------ | ---- | ----------------- |
| 8.1.                                            | Frederikshavn White Hawks – Esbjerg Energy | 4–4  | 2-1, 1-1, 1-2     |
| 9.1.                                            | Esbjerg Energy – Frederikshavn White Hawks | 0–1  | 0-0, 0-0, 0-0 0-1 |
| Frederikshavn White Hawks vinder samlet med 5–4 |                                            |      |                   |

| Dato                                   | Kamp                              | Res. | Perioder      |
| -------------------------------------- | --------------------------------- | ---- | ------------- |
| 8.1.                                   | Odense Bulldogs – Aalborg Pirates | 8–3  | 1-1, 3-1, 4-1 |
| 9.1.                                   | Aalborg Pirates – Odense Bulldogs | 0–3  | 0-2, 0-1, 0-0 |
| Odense Bulldogs vinder samlet med 11–3 |                                   |      |               |

### Finale
Finalen blev afgjort i én kamp, der blev spillet den 7. februar 2016. Som højst placerede hold i Metal Ligaen 2014-15 havde Frederikshavn White Hawks hjemmebane i finalen, der derfor blev spillet i Scanel Hockey Arena i Frederikshavn. 2.504 tilskuere overværede kampen.
| Dato | Kamp                                        | Res. | Perioder      |
| ---- | ------------------------------------------- | ---- | ------------- |
| 7.2. | Frederikshavn White Hawks – Odense Bulldogs | 0–4  | 0-2, 0-0, 0-2 |